# 清追封和硕忠亲王碑

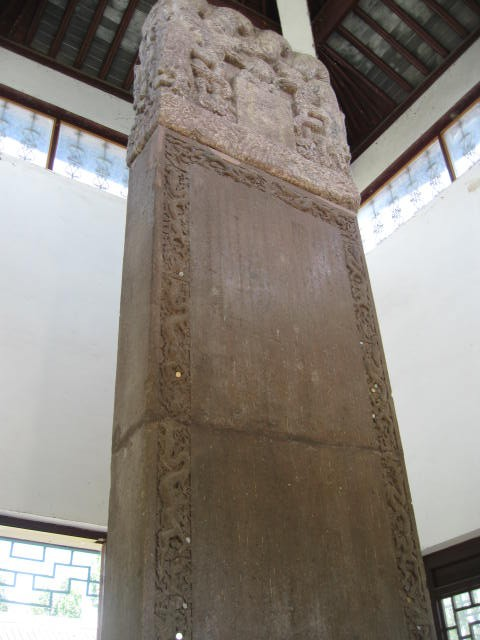
库里碑，藏于长山镇孝庄祖陵陈列馆

清追封和硕忠亲王碑全称为“追封忠亲王暨忠亲王贤妃碑”，俗称“库里满蒙碑”，位于吉林省松原市前郭尔罗斯蒙古族自治县长山镇库里村。
石碑由碑座、碑身、碑额三部分组成。文化大革命中，碑身受到破坏断为两截，同时碑座、碑身和碑额分散为三处。1981年4月20日，以“满蒙文石碑”的名称，列为第二批吉林省文物保护单位，类型为石刻。该文物保护单位由前郭县文管所管理。1983年初，吉林省文化厅在原地修复此碑。满蒙文石碑的历史年代为清代。2013年，以“清追封和硕忠亲王碑”的名称，被中国国务院列入第七批全国重点文物保护单位（石窟寺及石刻）。
和硕忠亲王和忠亲王贤妃即科尔沁部贝勒寨桑和妻子博礼，他们是清初孝庄文皇后的父母，顺治帝的外祖父母。